# شيتراشي راوات
شيتراشي راوات هي ممثلة هندية، ولدت في 29 نوفمبر 1989 في الهند.

## أعمال

### أفلام
- (2007) النصر للهند[3]
- (2009) الحظ

## وصلات خارجية
- شيتراشي راوات على موقع IMDb (الإنجليزية)
- شيتراشي راوات على موقع روتن توميتوز (الإنجليزية)
- شيتراشي راوات على موقع قاعدة بيانات الفيلم (الإنجليزية)